# Asclepias phenax
Asclepias phenax är en oleanderväxtart som beskrevs av R. E. Woodson. Asclepias phenax ingår i släktet sidenörter, och familjen oleanderväxter. Inga underarter finns listade i Catalogue of Life.